# Данкан (Британска Колумбија)
Данкан (енгл. Duncan) је град у Канади у покрајини Британска Колумбија. Према резултатима пописа 2011. у граду је живело 4.932 становника.

## Становништво
Према резултатима пописа становништва из 2011. у граду је живело 4.932 становника, што је за -1,1% више у односу на попис из 2006. када је регистровано 4.986 житеља.
| 2006. | 2011. |
| ----- | ----- |
| 4.986 | 4.932 |